# Jet Lag (canción)
«Jet Lag»  es el primer sencillo oficial (y segundo en general) por Simple Plan de su cuarto álbum de estudio, Get Your Heart On!. La canción fue lanzada el 25 de abril de 2011, en la página oficial de la banda, y tiene dos versiones: En una versión aparece la cantante británica Natasha Bedingfield cantando en inglés, y en otra versión canta la canadiense Marie-Mai en francés..
El sencillo fue anunciado por el cantante Pierre Bouvier y el guitarrista Sébastien Lefebvre en un especial mensaje en vídeo el 20 de abril de 2010, y fue descrito como el «primer sencillo real oficial» del nuevo álbum, aunque «Can't Keep My Hands Off You» fue lanzado como sencillo promocional de descarga digital en marzo, y se grabó un vídeo musical para ello.

## Recepción

### Crítica
En un comentario de la revista Entertainment Weekly, la canción recibió una calificació de «B+». En la revisión comentaba que la canción «tiene un sonido sorprendentemente pop punk sobre las relaciones intercontinentales». Joe DeAndrea de AbsolutePunk dijo que «Jet Lag» es el sencillo más grande de Simple Plan en mucho tiempo, casi similar a I'd Do Anything. «No es como rock, pero tiene un golpe similar».

### Comercial
Jet Lag hizo su debut en la lista de Billboard Canadian Hot 100 el 14 de mayo de 2011 en la posición 43, también su sencillo Can't Keep My Hands Off You se encontraba en la posición 99 esa misma semana. La siguiente semana Jet Lag cayo a la posición 49 y en su tercera semana se mantuvo en esa posición. Pero logró subir en su cuarta semana en el Canadian Hot 100 a la posición 33. En sus siguientes tres semanas logró escalar 16 posiciones y permaneció dos semanas en la posición 17. El 22 de mayo de 2011 el sencillo debutó en Australia en la posición 37, ya en su segunda semana en Australia estaba teniendo su éxito y había escalado rápidamente a la posición 19. En su tercera semana logró su punto máximo a la posición 8 que no lo lograba desde la canción Welcome to My Life en 2004. En su quinta semana obtuvo La certificación de oro tras vender 35 000.

## Vídeo musical
El vídeo musical fue lanzado el 4 de mayo de 2011, en que aparece Natasha Bedingfield y la banda en el aeropuerto de Toronto. La banda toca la canción dentro del aeropuerto mientras Pierre se prepara para abordar el vuelo hacia su novia, que es interpretada por Natasha.

## Lista de canciones
| N.º | Título                                | Duración |  |
| 1.  | «Jet Lag (feat. Natasha Bedingfield)» | 3:24     |  |

## Rankings musicales
| Listas (2011)                 | Mejor posición |
| ----------------------------- | -------------- |
| Alemania (Media Control AG)   | 59             |
| Australia (ARIA)              | 8              |
| Canadá (Canadian Hot 100)     | 11             |
| Holanda (Dutch Singles Chart) | 81             |
| Holanda (Dutch Top 40)        | 19             |
| Francia (SNEP)                | 11             |
| Suiza (Swiss Singles Chart)   | 54             |

### Certificación y ventas
| País      | Organismo certificador | Certificación | Ventas certificadas | Simbolización | Ref.   |
| --------- | ---------------------- | ------------- | ------------------- | ------------- | ------ |
| Australia | ARIA                   | 2× Platino    | 140 000             | 2▲            | [ 11 ] |
| Canadá    | CRIA                   | Platino       | 80 000              | ▲             | [ 12 ] |

## Historial de lanzamientos
| País           | Fecha                | Formato                          | Ref.   |
| -------------- | -------------------- | -------------------------------- | ------ |
| Estados Unidos | 25 de abril de 2011  | Descarga digital, sencillo en CD | [ 13 ] |
| Canadá         | 25 de abril de 2011  | Descarga digital, sencillo en CD | [ 13 ] |
| Estados Unidos | 16 de agosto de 2011 | Airplay                          | [ 14 ] |